# Impossible Creatures
Impossible Creatures est un jeu vidéo de stratégie en temps réel sorti en 2002 sur PC. Il a été développé par Relic Entertainment et édité par Microsoft Game Studios.
En 2004, une extension téléchargeable gratuitement, intitulée Insect Invasion, a ajouté de nouvelles créatures et capacités au jeu.
Le 12 novembre 2015, Impossible Creatures est sorti sur Steam sous le nom Impossible Creatures: Steam Edition, les droits ayant été cédés à THQ Nordic.

## Univers
Le Dr Eric Chanikov était autrefois un brillant scientifique. En 1908, après qu'une expérience ratée ait provoqué l'événement Tunguska et tué sa femme, il s’exila volontairement dans un archipel isolé. Ses travaux le conduisirent à développer la technologie Sigma, une méthode permettant de fusionner l'ADN de deux animaux pour former un organisme hybride. Ses rapports furent ignorés par la communauté scientifique, provoquant son isolement.
En 1937, son fils, Rex Chanikov, un journaliste de guerre en disgrâce surnommé « Rex Chance », reçoit une lettre de sa part. Eric, dont Rex n’a pas eu de nouvelles depuis des années, révèle qu’il pense ses derniers jours arrivés. Rex se rend aussitôt dans l’archipel d'Isla Variatas, dans le Pacifique Sud, pour tenter de retrouver son père. Il découvre cependant que ce dernier a été tué par Upton Julius, un riche industriel qui a aidé Eric à financer ses travaux. Julius, avide, désire en effet utiliser leur technologie pour lever une armée d’hybrides à son service.
Rex jure de venger le meurtre de son père et s’associe avec l’ancienne assistante d’Eric Chanikov : le Dr Lucy Willing. Avec son aide, Rex apprend à maîtriser la technologie Sigma et en découvre davantage sur le passé de sa famille. Alors qu'il passe du temps à utiliser la technologie Sigma, des capacités latentes se manifestent en lui. Ces capacités le rendent de plus en plus puissant, presque surhumain, lui permettant d'assister directement ses créatures au combat. Car Rex et Lucy doivent aussi faire face aux fidèles de Julius : Whitey Hooten, un baleinier dont les créatures sont lentes et puissantes, Velika La Pette, une ornithologue aristocrate qui s'appuie sur des unités aériennes, et le Dr Otis Ganglion, un vétérinaire dérangé, le chercheur en chef de Julius, qui a créé diverses abominations.
Julius est finalement vaincu par Rex. L’origine des capacités du protagoniste est alors révélée : son ADN fut modifié alors qu’il n’était qu’un nouveau-né, durant l’expérience de Tunguska, qui visait initialement à mettre au point le rayon de la mort de Nikola Tesla. Cela lui a apporté les traits de milliers d'animaux sauvages. Son père, pour le protéger, l’a envoyé vivre à New York, avant de se consacrer à l’étude de ce phénomène, concevant ainsi la technologie Sigma.

## Système de jeu

### Créatures et armées
La particularité de ce jeu de stratégie est que les armées utilisées sont créées de toutes pièces par le joueur. Une armée est ainsi constituée de neuf créatures, chacune étant la combinaison de deux animaux qu'il est possible d'assembler de différentes manières. 51 espèces animales peuvent être utilisées dans Impossible Creatures (76 en comptant les téléchargements et l'extension Insect Invasion). De nombreux animaux possèdent des capacités inhérentes pour ajouter plus de profondeur stratégique au jeu (Vol, Nage, Écholocalisation, Camouflage, etc.).

### Campagne
Le mode campagne se compose de 15 missions qui se déroulent dans un archipel fictif : Isla Variatas. Chaque île correspond à une mission du jeu (la première, Isla Exsilium, étant celle où se trouve le laboratoire du père de Rex). Celles-ci présentent différents milieux : régions arctiques, savanes ou forêts tropicales humides. Des espèces associées à ces biomes peuvent y être découvertes et le protagoniste, Rex Chance, doit collecter l'ADN de ces animaux afin d'ajouter plus d’espèces à son armée d'hybrides,. L'objectif des missions de la campagne consiste généralement à défaire l'armée ennemie, ou détruite sa base.

### Multijoueur
Dans Impossible Creatures, trois modes de jeu multijoueur sont disponibles, chacun permettant de rassembler jusqu'à six joueurs en simultané. Les parties multi-joueurs peuvent être lancées via le service IC Online (ICO), via une connexion LAN ou en se connectant directement à l'adresse IP du joueur hôte.
- Détruire le laboratoire ennemi (Destroy Enemy Lab) : le premier joueur à détruire le laboratoire de ses adversaires est le gagnant. L’extension Insect Invasion a ajouté une fonctionnalité qui peut être activée pour défendre le laboratoire, au prix de 35 points d'électricité par seconde.
- Détruire la base ennemie (Destroy Enemy Base) : le gagnant est le premier joueur à détruire tous les bâtiments ennemis, y compris le laboratoire.

- La chasse de Rex (Hunt Rex) : Chaque joueur reçoit Rex Chance comme unité spéciale. Les joueurs doivent traquer et tuer les unités Rex Chance des autres participants, le dernier encore en vie consacrant le gagnant.

## Versions

### Impossible Creatures: Insect Invasion
Sortie en 2004, Impossible Creatures: Insect Invasion est une extension apportant du contenu au jeu de base (15 nouveaux animaux, 9 capacités, 6 cartes multijoueur et quelques autres fonctionnalités).

### Impossible Creatures: Steam Edition
Impossible Creatures est sorti sur Steam le 12 novembre 2015, sous le nom de Impossible Creatures: Steam Edition. Relic Entertainment et Sega ont abandonné les droits d'Impossible Creatures à THQ Nordic après qu'il a eu été révélé que ni THQ ni Microsoft Games Studios ne détenaient les droits sur le jeu vidéo.
La version Steam comprend tous les correctifs et packs d'extension publiés dans le passé, les serveurs IC Online réimplémentés via le service cloud de Steam et le kit de développement de mods du jeu, inclus initialement avec l'éditeur de mission. Le support de Steam Workshop est sorti dans le patch 3. L'édition Steam est également optimisée pour les systèmes informatiques et logiciels modernes.
Le jeu est sorti sur GOG.com peu de temps après son apparition sur Steam.

## Développement
Au début du développement du jeu, les joueurs devaient tranquilliser les animaux et les ramener au laboratoire pour récupérer leur ADN. Dans le jeu final, cependant, il suffit à Rex de tirer sur une cible pour collecter son ADN. Cela concerne uniquement la campagne solo, toutes les espèces étant accessibles dès le départ en mode multijoueur.
Malgré le fait que le jeu ne soit sorti sur Steam qu'en 2015, Impossible Creatures a été l'un des premiers titres que Valve a utilisé pour promouvoir Steam en 2003. Cela était probablement dû à la relation étroite entre Valve et Relic Entertainment, les deux studios ayant déjà collaboré par le passé.
Le développement de l'édition remasterisée de 2015 impliquait de recréer une grande partie du travail post-lancement de Relic, ainsi que la réécriture du réseau multijoueur pour Steam et les pare-feu modernes. Avant et après la réédition de Steam, le mod Tellurian (qui ajoute de nombreuses créatures, cartes et ajustements d'équilibrage) est devenu un point important pour la communauté des joueurs. Les correctifs apportés par les développeurs du mod Tellurian ont d'ailleurs été réintégrés dans le jeu de base en même temps qu'un patch officiel.

## Réception
Le jeu a reçu des critiques « moyennes » au regard de l'agrégateur de notes Metacritic. 
| Impossible Creatures  |      |       |
| Média                 | Pays | Notes |
| Computer Gaming World | US   | 2.5/5 |
| GameSpot              | US   | 79 %  |
| IGN                   | US   | 83 %  |
| Jeux vidéo Magazine   | FR   | 17/20 |
| Jeuxvideo.com         | FR   | 15/20 |
| Joystick              | FR   | 8/10  |
| PC Gamer UK           | GB   | 82 %  |
| Compilations de notes |      |       |
| Metacritic            | US   | 72 %  |

## Autour du jeu
- L'histoire d'Impossible Créatures débute le 11 juin 1937 et s'achève le 2 juillet 1937.
- Le Joueur du Grenier a fait une vidéo sur le jeu, dans sa série Jeu en Vrac, et lui a donné de bonnes critiques.